# Сібуян (море)

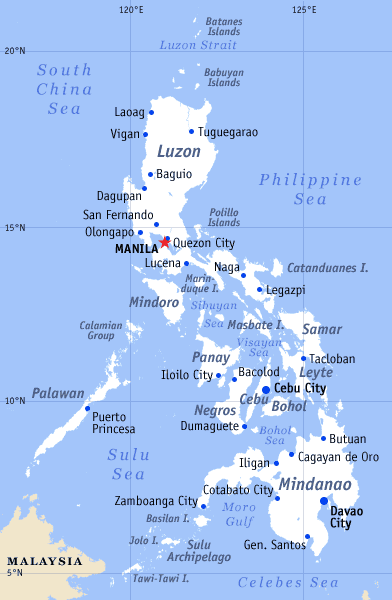
Море Сібуян в центрі мапи Філіппін

Море Сібуян — море в Тихому океані, в Філіппінському архіпелазі між островами Панай, Таблас, Маріндуке, Лусон і Масбате. Глибина до 1700 м. У центральній частині моря — острів Сібуян. Клімат тропічний, опадів до 3000 мм в рік. Частими є тайфуни. Температура води 23—28 °C. Солоність 32,0—32,5 ‰. Припливи неправильні півдобові, величина становить 2 м.
24 жовтня 1944 року в морі відбулася одна велика битва між американськими і японськими флотиліями — остання велика битва на Тихому океані часів Другої світової війни.

## Клімат
Акваторія моря лежить у субекваторіальному кліматичному поясі. Влітку переважають екваторіальні повітряні маси, взимку — тропічні. Сезонні амплітуди температури повітря незначні. У літньо-осінній період часто формуються тропічні циклони.

## Біологія
Акваторія моря належить до східнофіліппінського морського екорегіону зоогеографічної провінції центральної індо-пацифіки. У Зоогеографічно донна фауна континентального шельфу й острівних мілин до глибини 200 м належить до індо-західнопацифічної області тропічної зони.